# Солунски музей на дизайна
Солунският музей на дизайна (на гръцки: Μουσείο Σχεδίου Θεσσαλονίκης) е музей в град Солун, Гърция.
Основан е в 1993 година по частна инициатива на Стельос Делялис и е първият музей на дизайна в Гърция.
Излага частни творби на гръцкия промишлен дизайнер Стельос Делялис и има за цел систематичното изучаване на новите подходи към промишления дизайн.
Постоянната колекция включва обекти на класическия промишлен дизайн от XX век (около 1200 експонати), които обхващат мебели, осветителни тела, техника, битова техника, графика, играчки и опаковки. Експозицията илюстрира развитието на дизайна във връзка с появата на нови материали, прогреса на технологиите, социалните движения, ръста и измененията в структурата на потребностите и естетическите изисквания.